# Интерстициальная клетка Кахаля
Статья посвящена клеткам, локализующимся в желудочно-кишечном тракте. Клетка головного мозга, также названная в честь Кахаля, описана в статье «клетка Кахаля — Ретциуса».
Интерстициа́льные кле́тки Каха́ля (англ. Interstitial cell of Cajal; ICC; от лат. interstitium — промежуток) — клетки, играющие важнейшую роль в управлении спонтанной моторикой желудочно-кишечного тракта (ЖКТ), в том числе являющиеся водителями ритма (пейсмейкерами), задающими частоту медленных волн электрического потенциала гладкой мышечной ткани желудочно-кишечного тракта, которые, в свою очередь, определяют частоту перистальтики различных отделов ЖКТ.
Интерстициальные клетки Кахаля имеются во всех отделах пищеварительного тракта от нижней трети пищевода до внутреннего сфинктера ануса и широко представлены в рыхлой соединительной ткани (такие клетки обозначаются ICC-SM), внемышечных слоях (ICC-IM и ICC-DMP) и слоях гладких мышц (ICC-MY).

## Функции интерстициальных клеток Кахаля
Интерстициальные клетки Кахаля образуют сети клеток, ассоциированные с гладкой мускулатурой органа. Имеют тесные связи с нервными волокнами, иннервирующими данный орган. Разные субпопуляции интерстициальных клеток Кахаля отличаются своими физиологическими функциями.
Проведённые морфологические исследований позволяют предполагать, что функции интерстициальных клеток Кахаля в органах пищеварительного тракта следующие:
- генерация медленных волн в гладких мышцах (описана ниже);
- способствование распространению электрических явлений в тканях органов;
- выполнение роли интермедиаторов в нейромышечной трансмиссии.[3]

Такого же типа клетки, функционально ассоциированые с физиологией координации трёхмерного движения глаз, обнаружены в стволе головного мозга.

## Интерстициальные клетки Кахаля — водители ритма медленных волн
Наиболее известная роль интерстициальных клеток Кахаля — генерация медленных волн потенциалов гладких мышц органов пищеварительного тракта. Особо стоить отметить, что задаваемые частоты в разных органах разные, и этот факт является центральным в диагностике моторных расстройств ЖКТ с использованием электрогастроэнтерографии. Интерстициальные клетки Кахаля задают следующие частоты медленных волн:
- в желудке — 2—4 циклов в минуту,
- в двенадцатиперстной кишке — 10—12 циклов в минуту,
- в тощей кишке — 9—12 циклов в минуту,
- в подвздошной кишке — 6—8 циклов в минуту,
- в толстой кишке — около 0,6[5], а также 3—12 циклов в минуту[6].

Параметры колебаний, задаваемые интерстициальными клетками Кахаля, отличается устойчивостью. Они не изменяются под влиянием ацетилхолина, гистамина, адреналина, атропина, прокаина, морфина, кокаина.
Точное месторасположение интерстициальных клеток Кахаля — пейсмейкеров неизвестно. Считается, что пейсмейкер желудка находится в проксимальной (ближней к пищеводу) части желудка, а для тонкой кишки, вероятно, в области впадения общего жёлчного протока в двенадцатиперстную кишку. Однако, при удалении участка желудка или кишечника, всегда появляется пейсмейкер, являющийся водителем ритма для нижележащих частей органа.

## Международные симпозиумы по интерстициальным клеткам Кахаля
До настоящего времени многие аспекты нейрофизиологии интерстициальных клеток Кахаля, их роль в возникновении тех или иных заболеваний неизвестны. Среди учёных существует понимание важности исследований в этом направлении. Периодически проводятся международные симпозиумы, посвящённые изучению интерстициальных клеток Кахаля (англ. International Symposium on Interstitial Cells of Cajal). В 2005 году на Гавайях прошёл четвёртый, в 2007 году в Ирландии — пятый такой симпозиум.

## Этимология
Интерстициальные клетки Кахаля названы в честь крупнейшего испанского нейрогистолога, нобелевского лауреата Сантьяго Рамон-и-Кахаля (1852—1934), описавшего их в 1893 году. Рамон-и-Кахаль считал, что обнаруженные им клетки являются особыми элементами интрамуральных нервных сплетений, ответственными за моторику желудочно-кишечного тракта. Электрофизиологические доказательства роли этих клеток в установлении ритма медленных волн гладких мышц желудка и кишечника были получены в конце XX века.